# Citroën Xanthia
Ne doit pas être confondu avec Citroën Xantia.
 (mars 2020).
Si vous disposez d'ouvrages ou d'articles de référence ou si vous connaissez des sites web de qualité traitant du thème abordé ici, merci de compléter l'article en donnant les références utiles à sa vérifiabilité et en les liant à la section « Notes et références ».
La Citroën Xanthia est un concept car roadster présenté au Salon automobile de Paris en 1986.

## Présentation
La Citroën Xanthia est un concept car roadster présenté au Salon automobile de Paris en 1986, dix ans après la Peugeot 104 « Peugette » conçue dans le même esprit. Moins minimaliste et plutôt luxueux, ce roadster a été réalisé sur la plate-forme de la nouvelle Citroën AX.
Bien que motorisée et roulante, cette étude de style n'a jamais été mise en production.
Le concept car a été présenté au salon Rétromobile en 2014 et un modèle réduit en résine à l'échelle 1/43 a été réalisé par la société Momaco sous la marque Franstyle.